# Stefano Ghisolfi
Stefano Ghisolfi (Torí, 18 de febrer de 1993) és un escalador professional italià. Participa en competicions internacionals en tres disciplines: Escalada Lliure, Boulder i Velocitat, obtenint els seus millors resultats en Lliure. En roca, ha fet 9b+ (5.15c), 8c a vista i ha resolt un 8B+ (V14) en boulder.
El desembre de 2018, va escalar Perfecto Mundo a Margalef, i es va convertir en el quart escalador de la història en fer un 9b+ (5.15c) de grau.

## Nombre de medalles a la Copa del Món d’Escalada

### Lliure
| Temporada | Or | Plata | Bronze | Total |
| --------- | -- | ----- | ------ | ----- |
| 2012      |    |       | 1      | 1     |
| 2013      |    |       |        | 0     |
| 2014      | 1  |       |        | 1     |
| 2015      |    |       |        | 0     |
| 2016      | 1  | 1     |        | 2     |
| 2017      | 1  | 1     | 1      | 3     |
| 2018      | 2  | 2     |        | 4     |
| Total     | 5  | 4     | 2      | 11    |

## Escalada en roca

### Grau
9b+ (5.15c):
- Change - Flatanger (NOR) - 29 de setembre de 2020 - Primera ascensió d'Adam Ondra, 2012.
- Perfecto Mundo - Margalef (CAT) - 7 de desembre de 2018 - Primera ascensió d'Alex Megos, 2018.

9b (5.15b):
- La Capella - Siurana (CAT) - 12 de gener de 2018 - Primera ascensió d'Adam Ondra, 2011.
- One Slap - Arco (ITA) - 22 de novembre de 2017 - Primera ascensió d'Adam Ondra, 2017.
- First Round, First Minute - Margalef (CAT) - 30 de gener de 2017.
- Lapsus - Andonno (ITA) - 2 de novembre de 2015 - Primera ascensió.

9a+ (5.15a):
- La Rambla - Siurana (CAT) - 20 de març de 2017.
- First Ley - Margalef (CAT) - gener de 2017.
- Ultimatum - Massone (Arco - ITA) - 19 de desembre de 2016.
- Jungle Boogie - Céüse (FRA) - 2 d’octubre de 2016.
- Realitzation - Céüse (FRA) - 21 de juny de 2015. - Primera ascensió de Chris Sharma, 2001.
- Demencia senil - Margalef (CAT) - 14 de març de 2015 - Primera ascensió de Chris Sharma, 2009.
- La moustache qui fàche - Entraigas (FRA) - 23 d'agost de 2014.

9a (5.14d):
- Thunder Ribes - Massone (Arco - ITA) - 16 de desembre de 2016 - Combinació de les rutes Reini's Vibes, Ultima Pietra i Stonehenge.
- L'Attimo - Covolo (ITA) - 11 d'octubre de 2015 - Primera ascensió de Silvio Reffo, 2012.
- Underground - Massone (Arco - ITA) - 5 de juliol de 2014 - Primera ascensió de Manfred Stuffer, 1998.
- Biologico - Narango (Arco - ITA) - 8 de juny de 2014 - Primera ascensió per Adam Ondra, 2012.
- TCT - Gravere (ITA) - 31 de maig de 2014 - Primera ascensió.
- Grandi Gesti - Grotta dell'Arenauta (Sperlonga - ITA) - 30 de desembre de 2013 - Primera ascensió de Gianluca Daniele, 2009.
- Ground Zero - Tetto di Sarre (ITA) - 9 de juny de 2013 - Primera ascensió d'Alberto Gnerro, 2002.

### A vista
8c (5.14b):
- Fish Eye - Oliana (CAT) - 8 de gener de 2017.

8b+ (5.14a):
- Falconeti - Montsant (CAT) - gener de 2013.
- L-mens - Montsant (CAT) - gener de 2013.

### Escalada en bloc
Ghisolfi ha escalat cinc 8B (V13) i dos 8B+ (V14). També ha guanyat les edicions 2013, 2014, 2015 i 2016 de Melloblocco.